# بوتو (مدينة)
بوتو (الإغريقية: Βουτώ)، أو بوتوس (الإغريقية: Βοῦτος) أو بوتوسوس، كانت مدينة أطلق عليها المصريون القدماء اسم بِ دِب وبر-وادجيت. تقع على بُعد 10 كيلومترات شرقي دسوق في دلتا النيل شمالي مصر، وكانت قديماً تقع بين فرعي النيل: الفرع البُلبِيتي والفرع السبنيتي، على بُعد عدة كيلومترات شمال الفرع البوتي الممتد من الشرق إلى الغرب، وتطل على الضفة الجنوبية لبحيرة بوتو (اليونانية: Βουτικὴ λίμνη، بوتيكِه ليمْني). أما اليوم، فيُطلق على المنطقة الأثرية اسم تل الفراعين؛ والتي تضم المدينة القديمة.

## التاريخ

### مصر القديمة

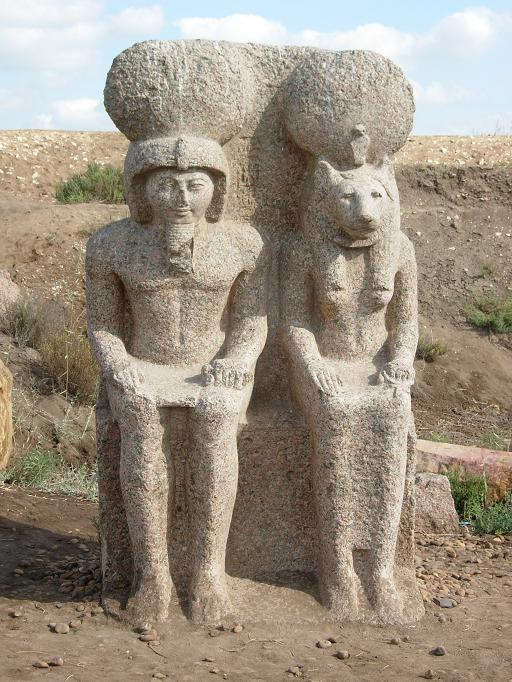
رمسيس الثاني شاباً على يمين الإلهة سخمت بعد تتويجه ببوتو.

رسم تصويري للإلهة وادجيت مستند إلى نقوش في المقابر.

تُعد مدينة بوتو من المدن ذات الأهمية التاريخية البارزة، فكانت حضارة بوتو المعادي أهم حضارة ما قبل تاريخية في مصر السفلى، وتعود إلى الفترة من 4000 إلى 3500 قبل الميلاد، وكانت معاصرة لمرحلتي نقادة الأولى والثانية في مصر العليا. وكانت هذه الحضارة معروفة أساسًا من موقع المعادي بالقرب من القاهرة، لكنها وُجدت أيضًا في العديد من المواقع الأخرى في دلتا النيل وصولًا إلى منطقة الفيوم. وتميّزت هذه الحضارة بالتطور في العمارة والتكنولوجيا. كما تشير الأدلة الأثرية إلى أن حضارة نقادة في مصر العليا قد حلّت محل حضارة بوتو المعادي (المعروفة أيضًا باسم "المجمع الثقافي لمصر السفلى")، يُحتمل أن يكون ذلك بعد حدوث غزو لبوتو. إلا أن باحثين حديثين أبدوا تحفظاتهم بشأن هذا الطرح، مشيرين إلى وجود مرحلة انتقالية كبيرة في الدلتا شملت تغييرات عديدة. لذا، اعتبر توحيد مصر السفلى ومصر العليا في كيان سياسي واحد عملية أكثر تعقيدًا مما كان يُعتقد في السابق.
وقد احتلت بوتو مكانة رفيعة في تاريخ مصر القديم؛ إذ كانت من أقدم عواصم إقليم الدلتا، ويُرجَّح أن ملوكها كانوا أصحاب أول محاولة ناجحة لتحقيق وحدة الشمال والجنوب في مصر. كما كانت بوتو عاصمة الإقليم السادس من أقاليم مصر السفلى.
وقد لعبت المدينة دورًا محوريًا في الأحداث السياسية في عصور ما قبل التاريخ؛ إذ يذكر حجر باليرمو أن تسعة ملوك ارتدوا التاج الأحمر، رمز مملكة الشمال، تبعهم ستة ملوك ارتدوا التاج المزدوج، ما يشير إلى أن هذه المدينة كانت مركزًا لمحاولات مبكرة لتوحيد البلاد، أي أن بداية الوحدة بدأت من مصر السفلى؛ وبالتحديد من بوتو. وفيما بعد، تحقق نجاح فعلي في توحيد مصر على يد ملوك الجنوب، والدليل على ذلك يتمثل في صولجان الملك العقرب، وكذلك لوحة الملك نعرمر، التي تُظهره مرتديًا التاج المزدوج، في إعلان رمزي واضح لتوحيد البلاد تحت سلطة سياسية واحدة، وكانت بوتو عاصمة لمملكة الشمال (مصر السفلى) قبل الوحدة التي قام بها نعرمر.
وحتى بعد أن نجح ملوك الجنوب في تحقيق وحدة مصر نحو عام 3200 ق.م، لم تفقد مدينة بوتو أهميتها التاريخية والدينية؛ فقد ظلّت مكانًا مقدسًا لدى المصريين، وكانت موقعًا مقدسًا مكرّسًا للإلهة وادجيت. وكان يحرص الملك الجديد على أن يُتوَّج فيها، طلبًا لشرعية الحكم المستمدة من قدسية المدينة وآلهتها. كما كان ذوو الملك المتوفى يحرصون على نقل جثمانه إلى هناك، اعتقادًا منهم بأن ذلك يُرضي آلهة بوتو ويضمن رضاها عنه في الحياة الآخرة.
من الناحية الدينية، عرفت بحضانة الطفل حورس الذي وضعته أمه إيزيس زوجة أوزوريس بتلك الجزيرة المجاورة لها أخبيت في أحراش الدلتا ليكون تحت رعاية وحماية الآلهة واجت ربة (إلهة) مدينة بوتو وليكون بعيداُ عن بطش عمه ست.

### في العصر البطلمي
خلال عهد المملكة البطلمية بين عاميّ 305 و30 قبل الميلاد، صاغ اليونانيون اسم الموضع بوتو للإشارة إلى المدينة. وقد كانت تُعد عاصمة الدلتا، أو وفقًا لما ذكره هيروديان، كانت المدينة الرئيسية فيها. أطلق عليها هيرودوت اسم نوم خيمميت، وعرفها بطليموس باسم نوم فثينوتيس (Φθενότης)، بينما سماها بلينيوس الأكبر "بتينيثا".
سجل المؤرخون اليونانيون أن مدينة بوتو كانت مشهورة بمعبدها الأحادي الضخم وعرّاف الإلهة واجيت (بوتو)، وكان يُقام فيها مهرجان سنوي تكريمًا للإلهة. وأثناء كتابتهم عن الثقافة المصرية، حاول الإغريق الكلاسيكيون الربط بين الآلهة المصرية الأقدم زمنًا وآلهتهم، وهي عملية تُعرف بـالتفسير اليوناني. فقد كتبوا عن هذه الآلهة باعتبارها في جوهرها نفس الكيانات الإلهية، لكن بأسماء مختلفة في الثقافة اليونانية. وفي حالة واجيت، تمت الموازاة بينها وبين الإلهة ليتو أو لاتونا. كما أشاروا إلى وجود معبد للإله حورس في بوتو، والذي ارتبط عند الإغريق بالإله أبولو، ومعبد آخر للإلهة باستت، التي ربطها الإغريق بالإلهة أرتميس.
وأثناء العصر اليوناني الروماني، كتب بلوتارخ أن الإلهة إيزيس عهدت بالطفل حورس إلى "ليتو" (واجيت) لتربيه في بوتو، بينما كانت إيزيس تبحث عن جثمان زوجها المقتول أوزوريس. ووفقًا لهذه المصادر المتأخرة ذاتها، كان يُعبد الزُبَاب (الذي ارتبط أحيانًا بالإله حورس) في بوتو أيضًا.

## في النصوص القديمة
| p · niwt | \| \| | d · p · niwt |
|          |       |              |

|  |

| p · niwt | \| \| | d · p · niwt |
|          |       |              |

|  |

في أقدم السجلات التي تناولت المنطقة، كانت تضم مدينتين، هما بِ ودِب، وقد اندمجتا في نهاية المطاف لتكوِّنا مدينة واحدة أطلق عليها المصريون القدماء اسم بر وادجيت.
كانت الإلهة وادجيت هي الإلهة الحامية لمصر السفلى، وكان عرّافها مقيمًا في معبدها الشهير بهذه المنطقة. وكان يُقام فيها مهرجان سنوي احتفالًا بواجيت. كما ضمت المنطقة معابد للإله حورس والإلهة باست، وفي عصور لاحقة، ارتبطت المدينة بالإلهة إيزيس.
وبسبب التشابه بين كثير من الآلهة، كانت لها هويات وأدوار متوازية، فاندمجت في نهاية المطاف ضمن منظومة موحدة من الآلهة. إلا أن الأمر لم يكن كذلك مع الآلهة الحامية؛ إذ بقيت كل من واجيت، إلهة مصر السفلى والمُمثّلة على هيئة أفعى كوبرا، ونخبت، إلهة مصر العليا والمصوّرة على هيئة نسر أبيض، مستقلتين. وكان لمكانتهما الثقافية المنفصلة أهمية جوهرية حالت دون اندماجهما حتى بعد توحيد الثقافتين. فقد كانت هناك آلهة كثيرة ذات أدوار أو خصائص متشابهة ضمن المعتقدات الدينية للمنطقتين الموحدتين. وقد أصبحت الإلهتان تُعرفان بشكل تمويهي باسم السيدتان، وظلتا معًا ترعيان مصر الموحدة طوال ما تبقى من تاريخها القديم. وقد انضمت صورة نخبت إلى صورة واجيت على الأوريوس الذي يحيط بتاج الملوك الذين حكموا مصر بعد ذلك.

## الاكتشافات الأثرية

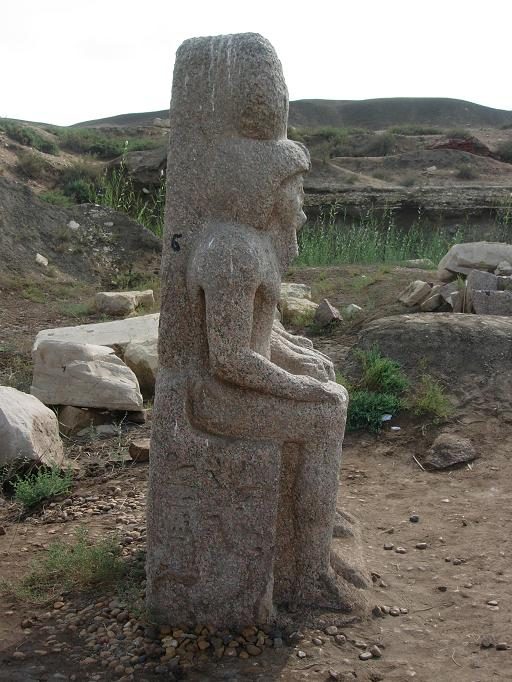
من آثار بوتو بدسوق

بدأ عالم الآثار الإنجليزي فلندرز بتري في تنفيذ مسح شامل لمنطقة تل الفراعين في الفترة من عام 1898 حتى عام 1910، بهدف إثبات أن هذه المنطقة هي موقع مدينة بوتو القديمة. وقد اعتمد بتري في أبحاثه على دراسة كتاب بطليموس الجغرافي، واستنتج من خلاله أن موقع بوتو هو تل الفراعين، فعمد إلى إرسال أحد مساعديه، ويُدعى كيرلي، للقيام بأعمال حفائر في المنطقة عام 1904، على أمل الكشف عن آثار تؤكد هذا الانتماء التاريخي. إلا أن النتائج لم تكن حاسمة؛ فرغم العثور على بعض القطع الأثرية، فإن ما تم اكتشافه لم يكن كافيًا لتأكيد الهوية التاريخية للموقع بشكل قاطع. وقد وجد كيرلي أن أقدم المكتشفات كانت عبارة عن قطع فقيرة لا تتناسب مع ما هو معروف عن غنى وأهمية مدينة بوتو، تلك المدينة التي تواترت الروايات التاريخية عن عظمتها ومكانتها.
```
وقد أجرت 
جمعية استكشاف مصر
 حفريات أثرية في بوتو بين عامي 1964 و1969، تحت إشراف 
فيرونيكا سيتون ويليامز
،
[
28
]
 ثم لاحقًا تحت إشراف 
دوروثي تشارلزورث
.
[
29
]
 كما بدأ 
المعهد الأثري الألماني
 بالقاهرة إجراء حفريات في بوتو منذ أوائل ثمانينيات القرن العشرين. وقد كشفت بعثات مختلفة عن ستة حمّامات يونانية في بوتو.
[
30
]
 وتلك الاكتشافات لم تدلل بشكل قاطع على أن هذا الموقع هو مدينة بوتو القديمة.
```

في عام 1984، انتقلت بعثة كلية الآداب بجامعة طنطا، بالتعاون مع هيئة الآثار المصرية، للعمل في موقع محتمل لمعبد مدينة بوتو. وبعد عدد من المواسم الأثرية المثمرة، كشفت أعمال الحفائر عن معلومات ومهمة، إذ تمكنت البعثة من العثور على بقايا معبد المدينة. كما تم اكتشاف عدد من القطع الأثرية الضخمة في محيط المعبد، تعود إلى عصور مختلفة، أبرزها الدولة الحديثة والعصر الصاوي والعصر المتأخر، مما يؤكد الاستمرارية التاريخية والأهمية الدينية للموقع عبر العصور، كما عثرت البعثة على أحجار منقوشة أعيد استخدامها من الدولة القديمة والحديثة، مما أكدت بشكل علمي قاطع ان هذا هو الموقع الصحيح لمدينة بوتو.
في عام 2022، كشفت الحفريات في مساحة تبلغ 6.5 × 4.5 متر عن بقايا قاعة قديمة محاطة بالأعمدة داخل البنية الأكبر للمعبد. وقد احتوت القاعة على بقايا ثلاث أعمدة قائمة، مصطفة بمحور شمالي-جنوبي في الطرف الجنوبي الغربي للمعبد. كما عُثر على عدد من الشظايا الحجرية المزينة بنقوش، بالإضافة إلى العديد من الخزفيات والفخار المرتبط بالأنشطة الطقسية. وفي بيان صحفي أصدرته وزارة السياحة والآثار، اكتشف علماء الآثار لوحة من الحجر الجيري تُصوّر رأس طائر يرتدي التاج الأبيض محاطًا بالريش.
ومن أهم القطع الأثرية المكتشفة:
- تمثالان على هيئة أبو الهول من البازلت يعودان إلى الأسرة التاسعة والعشرين الفرعونية.
- تمثال للإله حورس الصقر من أروع التماثيل التي اكتشفت بمصر حتى الآن.
- تمثال مزدوج من الجرانيت الوردي للملك رمسيس الثاني والإله سخمت.
- لوحة من الجرانيت الأسود تعود لعصر الملك تحتمس الثالث من عصر الأسرة الثامنة عشرة الفرعونية.
- لوحة هبات تعود لعصر الملك تحتمس الثالث وأعلى اللوحة منظراُ يمثل الملك تحتمس الثالث راكعاُ يسكب الماء المقدس ويقدم القرابين.
- لوحة من الجرانيت الوردي تعود لعصر الملك شاشانق الأول.
- تمثال الكاهن قابع ممسكاُ بيده اليسرى إحدى نباتات الدلتا (الخس) رمزاُ للخصوبة وأمام ساقى الكاهن الثالوث المقدس أزوريس في الوسط كتمثال صغير يقف على قاعدة فوق قدمي الكاهن وعلى يمينه حورس وعلى يساره إيزيس بالنقش.
- تمثال للملك نايف عاورد نفرتيس الأول من الأسرة التاسعة والعشرين الفرعونية.
- تمثال من الجرانيت الأسود والمصقول للإله حورس الصقر وقد أبدع الفنان في إظهار أدق تفاصيل الطائر.

إنها كانت عاصمة مصر في عصر ما قبل الأسرات، وكانت تعتبر المصدر الوحيد لإضفاء شرعية الحكم لملوك مصر حيث كان عليهم الذهاب إلى بوتو لتقديم القرابين للإلهة «واجت» ربة المدينة ومانحة السلطة، وتحتوي علي جبانة (بوتو العظيمة) التي وجد بداخلها آلاف التوابيت البرميلية الشكل والآدمية أيضا، ًً وهي أشكال غاية في الندرة منقوش عليها كتابات توضح طقوس دفن الموتى عند قدماء المصريين بالإضافة إلي مجموعة تمائم وحلي، أما منطقة المعابد التي تمتد لمساحة تسعة آلاف متر مربع للأسف لم يكتشف من معابدها سوي معبد الإلهة واجت بينما تؤكد الكتابات الأثرية أن هناك معابد للإلهة إيزيس و الإله حور وآلهة آخرين.

## معبد وادجيت
يمتد لمساحة 1000م2 تقريبًا، وهو محاط بسور من الطين اللبن، وهو يعود لعصر ما قبل الأسرات. لكن حدث له إضافات في العصور التالية ويحتوي على بئرين لا تزالان تمتلئان بالمياه الآن؛ وكانتا تستخدمان في التطهير لمقدمي القرابين علي المعبد إلى جانب عدد من التماثيل أهمها تمثال ضخم للملك رمسيس الثاني يرجع لعصر الدولة الحديثة (الأسرة التاسعة عشر) والتمثال الوحيد للإله حور (حورس) الذي يذكرنا بأسطورة إيزيس وأوزوريس ومجموعة من اللوحات النادرة أهمها لوحة تصور الملك تحتمس الثالث وهو يقدم القرابين للإلهة (واجت) يعود لعصر الأسرة الثامنة عشرة وهذه اللوحة تثبت أن تل الفراعين هي بوتو القديمة حيث كانت هناك شكوك في ذلك وبدأ عالم الآثار الإنجليزي (بتري) في عمل مسح شامل للمنطقة عام 1898 حتى عام 1910 لإثبات أن منطقة تل الفراعين هي مدينة بوتو العظيمة.
ثم استكملت بعثة الآثار الإنجليزية العمل في هذا الصدد واكتشفت بئري المياه بالمعبد ثم قامت بعثة هيئة الآثار في عام 1982 بالعمل في منطقة المعبد بالاشتراك مع بعثة قسم الآثار والتاريخ القديم بآداب طنطا، ونجحت في اكتشاف العديد من القطع الآثرية والكتابات الهيروغليفية التي تثبت أن بوتو هي عاصمة مصر السياسية في عصر ما قبل الأسرات، وكانت تنقسم إلي مملكتين هما: مملكة الشمال وعاصمتها (بوتو)، ومملكة الجنوب وعاصمتها (نخن).